# Pogonatum neocaledonicum
Pogonatum neocaledonicum är en bladmossart som beskrevs av Bescherelle 1873. Pogonatum neocaledonicum ingår i släktet grävlingmossor, och familjen Polytrichaceae. Inga underarter finns listade i Catalogue of Life.